# Pirates de Catalunya
Pirates de Catalunya (PIRATA.CAT, katalanisch für Piraten Kataloniens) ist eine Partei in der  spanischen Autonomen Region Katalonien. Sie wurde am 4. Oktober 2010 als Schwesterpartei der spanischen Partido Pirata gegründet und versteht sich als Teil der internationalen Bewegung der Piratenparteien.

## Wahlen

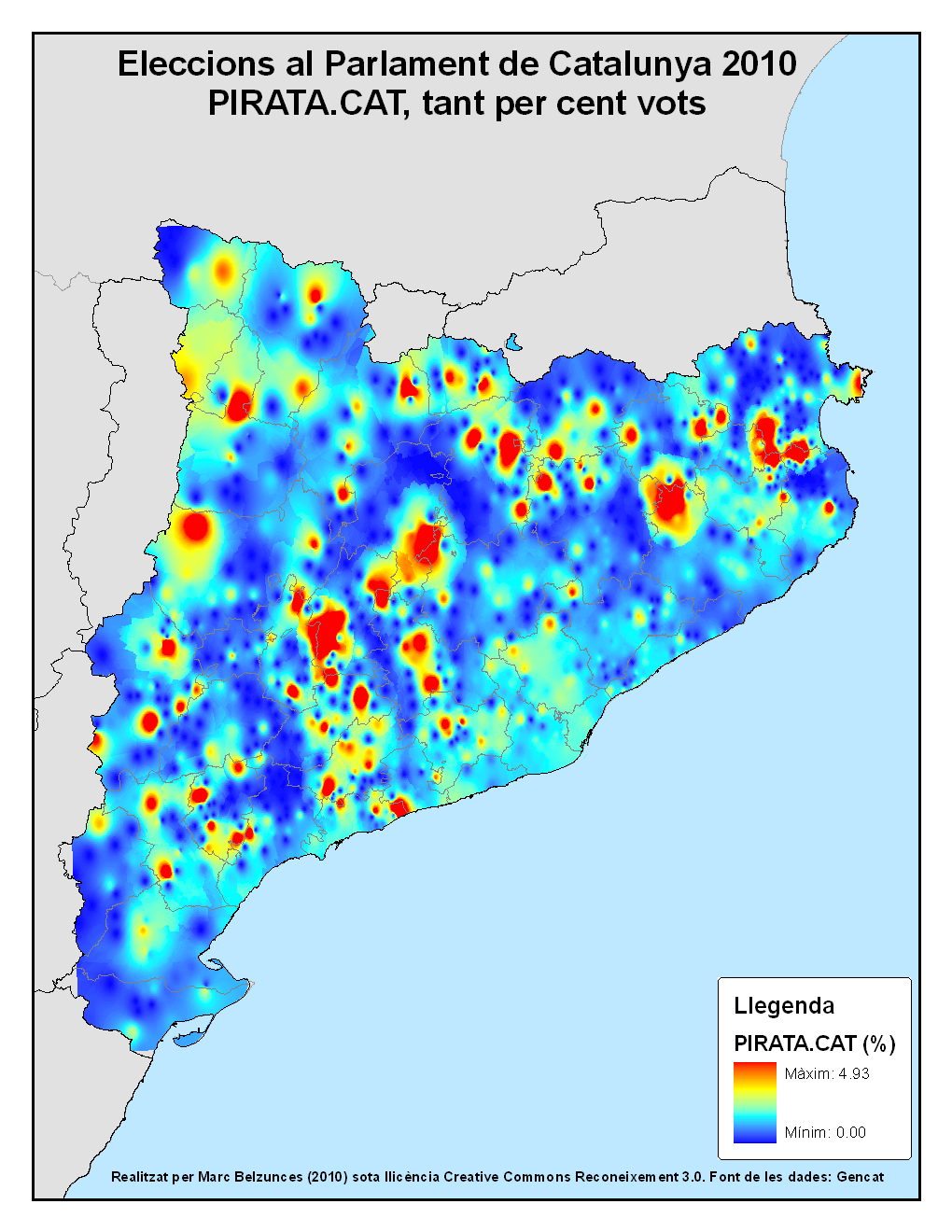
Wahlergebnisse der katalanischen Parlamentswahlen 2010

Am 28. November 2010 trat die Partei erstmals bei den Parlamentswahl in Katalonien 2010 an und erreichte dabei 0,21 Prozent der Stimmen. Bei den Kommunalwahlen im Mai 2011 konnte die Partei ihre Stimmenzahl verdoppeln und errang jeweils einen Sitz in Santa Coloma de Gramenet und Sant Fruitós de Bages. Zu den Spanischen Parlamentswahlen am 20. November 2011 trat die Partei in allen vier Provinzen Kataloniens an und erreichte 0,6 % der Stimmen bei der Abgeordnetenhauswahl und zwischen 0,8 % und 1,5 % bei der Wahl der Senatoren. Auch bei der Parlamentswahl in Katalonien 2012 trat die Partei landesweit an und erreichte 0,49 % der Stimmen.

## Internationale Verbindungen
Da laut Satzung der Pirate Parties International (PPI) dort nur eine Piratenpartei eines Staates beitreten kann, ist die PIRATA.CAT nur beobachtendes Mitglied bei der PPI, während die Partido Pirata Español stimmberechtigtes nationales Mitglied ist. PIRATA.CAT ist jedoch Mitglied der Europäischen Piraten.

## Parteiführung
Generalsekretär der Partei ist Xavier „Xavi“ Vila i Espinosa (* 1976), der bei den Parlamentswahlen 2010 auch für den Wahlkreis Barcelona kandidierte, Sprecher ist Kenneth Peiruza Cerdán (* 1978).

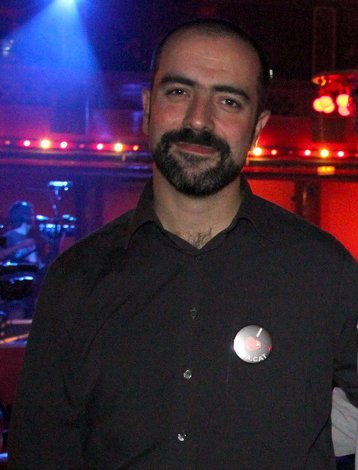
Xavi Vila (Generalsekretär)
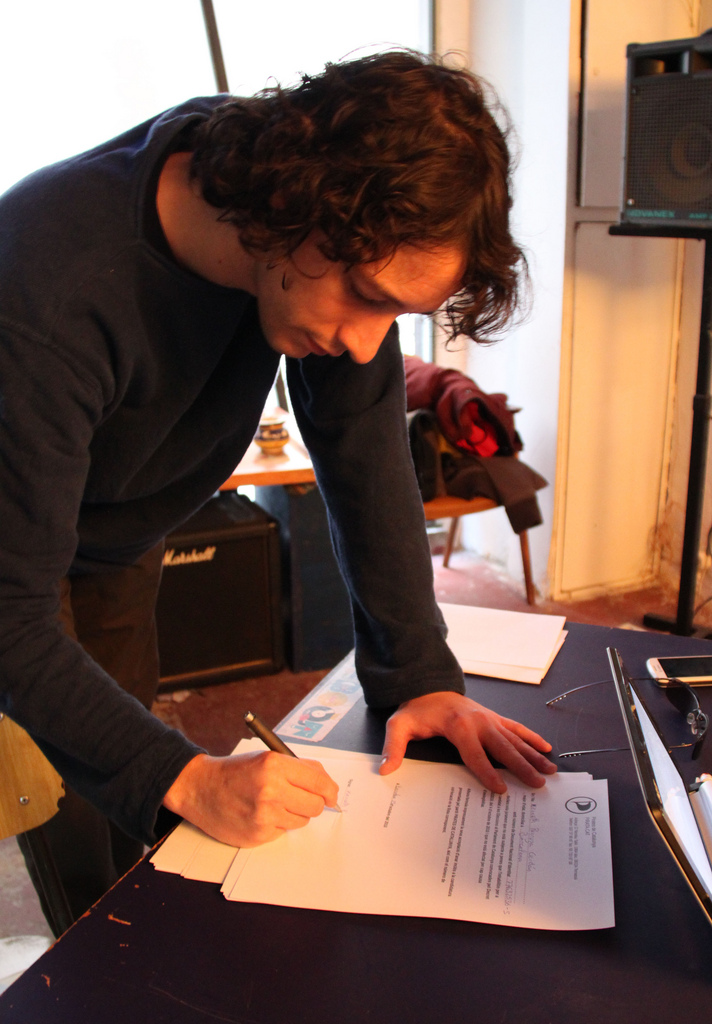
Kenneth Peiruza (Sprecher)

## Grumets (Jugendorganisation)

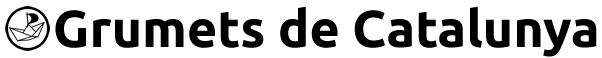
Logo der Grumets

Die Jugendorganisation der Partei nennt sich Grumets de Catalunya (dt. Schiffsjungen Kataloniens). Mitglieder der Grumets können zwischen 16 und 30 Jahre alt sein.